# Christopher Scotese
Christopher R. Scotese (* 4. Mai 1953 in Chicago) ist ein US-amerikanischer Geologe. Er ist maßgeblich am Paleomap-Projekt der Rekonstruktion der Plattentektonik im Paläozoikum beteiligt.
Scotese studierte an der University of Illinois at Chicago mit dem Bachelor-Abschluss 1976 und an der University of Chicago mit der Promotion in Geologie 1985. Er war Lecturer an der University of Michigan, forschte an der Universität Chicago und der University of Texas at Austin und war 1987 bis 1990 Geologe bei Shell. Ab 1990 war er an der University of Texas at Arlington mit einer vollen Professur ab 2002.
Er arbeitete im Paleomap Projekt unter anderem mit Alfred M. Ziegler, Richard Bambach und Rob Van der Voo. Im Rahmen der Forschungen benannten sie die alten Kontinente bzw. Terrane Avalonia und Laurussia. Für den künftigen Superkontinent prägte er den Namen Pangea Ultima bzw. Pangea Proxima. Für die Simulation der Plattentektonik entwickelte er auch pädagogische Animations-Software.